# Balacra rattrayi
Balacra rattrayi är en fjärilsart som beskrevs av Rothschild 1910. Balacra rattrayi ingår i släktet Balacra och familjen björnspinnare. Inga underarter finns listade i Catalogue of Life.